# Liste der Bischöfe von Fünfkirchen
Die folgenden Personen waren Bischöfe von Fünfkirchen bzw. Pécs (Ungarn):
- Bonipert (1009–1036)
- Heiliger Maurus (1036–1070)
- Johann I. (1070–1100)
- Cyriacus
- Simon Szicíliai (1106–1134)
- Zeri Barna vagy Nána (1135)
- Makár I. (1138–1140)
- János I. (1140–1148)
- Anthimius (1148–1160)
- Makár II. (1162–1181)
- Jób I. (1181)
- Makár III. (1186)
- Kalán (1188–1218)
- Bertalan von Burgund (1219–1251)
- Achilles (1251–1252)
- Jób II. Záh (1252–1280)
- Pál Balogh nembeli Széchy (1280–1302)
- Péter I. (1302–1314)
- László Kórogyi (1314–1345)
- Miklós Poroszlói vagy Neszmélyi (1346–1360)
- Vilmos Koppenbachi (1360–1374)
- Valentin d’Alsan (Bálint Alsáni) (1374- † 19. November 1408)
- János Albeni és Medvei (1410–1420)
- Heinrich János Czirkel (1421–1445)
- András Kálnói (1445–1455)
- Miklós Barni (1456–1459)
- Johannes von Csezmicze (1459–1472)
- Zsigmond Hampó (1473–1505)
- Georg Szakmary (György Szatmári) (1505–1521)
- Móré Fülöp Csulai (1521–1526)
- György Sulyok (1526–1538)
- János Ezek vagy Ezith (1539–1541)
- Stanislav Škovránko (Várallyi) (1541–1548)
- Pál Gregoriáncz (1548–1550)
- György Tompa (1550–1552)
- Antun Vrančić (Verancsics) (1554–1557) (auch Bischof von Erlau)
- Juraj Drašković von Trakošćan (1557–1563)
- András Dudith (1563–1567)
- János Monoszlóy (1568–1578)
- Mikuláš Telegdy (1579–1586)
- János Kuthassy (1587–1592)
- János Cserődy (1592–1595)
- Miklós Zelniczey (1596–1598)
- Miklós Mikáczy (1598)
- György Zalarnaky (1598–1605)
- János Erdődy (1608)
- Ferenc Ergelics (1608)
- Peter Domitrovich (1608–1611)
- János Pyber (1611–1619)
- Miklós Dallos (1619–1621)
- Tamás Balásfy (1621–1625)
- Pál Felsőtáli Dávid (1625–1628)
- György Ifj. von Draskovich (Drašković) (1628–1630)
- Benedek Vinkovits (1630–1637)
- János Cseh (1637–1639)
- István Bosnyák (1639–1642)
- Albert Cziglédy (1642–1643)
- György Szelepcsényi (1643–1644)
- György Széchényi (1644–1648)
- Pál Hoffmann (1648–1658)
- János Salix (1658–1668)
- Ján Gubasóczy (1668–1676) (auch Bischof von Vác)
- Pál Széchényi (1676–1687)
- Mátyás Ignác Radanay (1687–1703)
- Wilhelm Franz von Nesselrode-Ehreshoven (1703–1732)
- Anton Kázmér von Thurn (1732–1734)
- Alvarez Cienfuegos (1735–1739)
- Zsigmond Berényi (1739–1748)
- György Klimó (1751–1777)
- Pál László Eszterházy (1781[1]–1799)
- Márton Görgey (1807)
- József Király (1808–1825)
- Ignác Szepesy (1828–1838)
- Ján Krstitel Scitovszky (1839–1852) (auch Erzbischof von Esztergom)
- György Girk (1862–1868)
- Zsigmond Kovács (1869–1877)
- Nándor Dulánszky (1877–1896)
- Sámuel Hetyey (1897–1903)
- Gyula Zichy (1905–1925) (auch Erzbischof von Kalocsa)
- Ferenc Virág (1926–1958)
- Ferenc Rogács (1958–1961)
- József Cserháti (1969–1989)
- Mihály Mayer (1989–2011)
- György Udvardy, (2011–2019), dann Erzbischof von Veszprém
- László Felföldi (seit 2020)